# St. Martin (Günzburg)

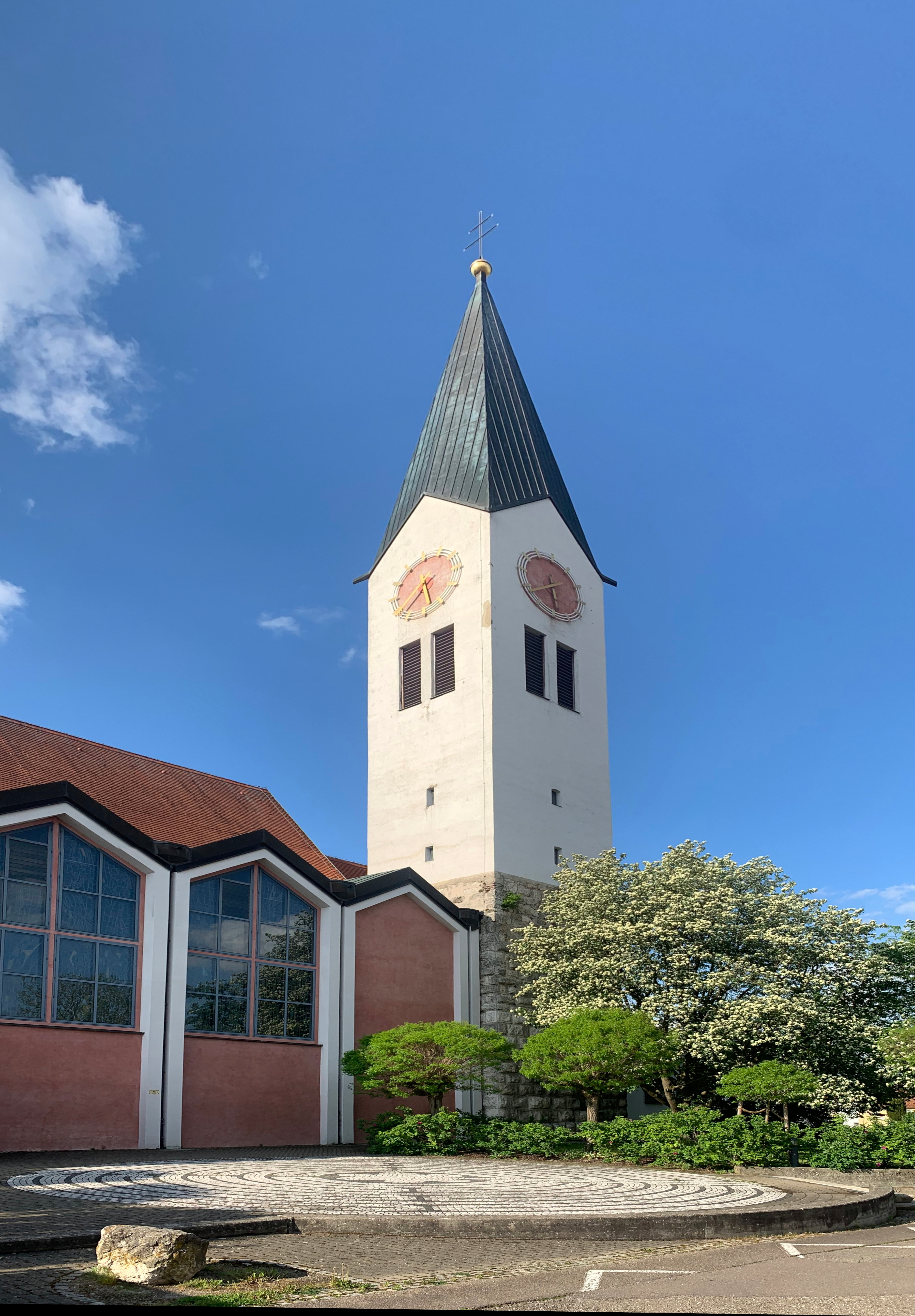
St. Martin in Günzburg

St. Martin ist die römisch-katholische Stadtpfarrkirche von Günzburg, der Kreisstadt des schwäbischen Landkreises Günzburg in Bayern. Das denkmalgeschützte Bauwerk ist in der Liste der Baudenkmäler in Günzburg unter der Nr. D-7-74-135-117 eingetragen. Die Pfarrei gehört zum Dekanat Günzburg des Bistums Augsburg.

## Beschreibung
Das Langhaus der Saalkirche wurde 1963/64 nach Plänen des Regierungsbaumeisters Willy Hornung (1908–1980) im Stil der Moderne an den gotischen, dreiseitig geschlossenen Chor nach Westen angebaut, auch die unteren romanischen Geschosse aus Buckelquadern des Chorflankenturms an dessen Südwand blieben erhalten. Der Turm wurde zur Unterbringung der Uhr und des Glockenstuhls mit vier Kirchenglocken aufgestockt und mit einem spitzen Helm bedeckt.
Zur Kirchenausstattung gehören die um 1500 entstandenen Statuen von Maria und Anna selbdritt, die von Assistenzfiguren begleitet sind, ferner ein Kruzifix aus dem 17. Jahrhundert.